# Alvin Singh
Alvin Singh (9 de junho de 1988) é um futebolista fijiano que atua como defensor, atualmente defende o Ba FC.

## Carreira
Alvin Singh fez parte do elenco campeão do Futebol nos Jogos do Pacífico de 2015, que deu a vaga olímpica para Fiji.
Ele fará parte do elenco da Seleção Fijiana de Futebol nas Olimpíadas de 2016.